# Trouble (Whitesnake)
| Recensione | Giudizio |
| ---------- | -------- |
| AllMusic   |          |

Trouble è il primo album in studio del gruppo musicale britannico Whitesnake, pubblicato nell'ottobre del 1978 dalla EMI.

## Il disco
Le registrazioni dell'album si svolsero durante l'estate del 1978 al  Central Recorders Studio di Londra. Il disco venne completato in soli dieci giorni con il produttore Martin Birch.
Il cantante David Coverdale ha dichiarato che una delle motivazioni per cui l'album venne chiamato Trouble era dovuta alla nascita della sua prima figlia durante le registrazioni del disco.
L'album è stato rimasterizzato nel 2006 con l'aggiunta di quattro tracce bonus provenienti dall'EP di debutto del gruppo, Snakebite.

## Tracce
1. Take Me with You – 4:45 (David Coverdale, Micky Moody)
2. Love to Keep You Warm – 3:44 (Coverdale)
3. Lie Down (A Modern Love Song) – 3:14 (Coverdale, Moody)
4. Day Tripper (cover dei The Beatles) – 3:47 (Lennon-McCartney)
5. Nighthawk (Vampire Blues) – 3:39 (Coverdale, Bernie Marsden)
6. The Time Is Right for Love – 3:26 (Coverdale, Moody, Marsden)
7. Trouble – 4:48 (Coverdale, Marsden)
8. Belgian Tom's Hat Trick – 3:26 (Moody)
9. Free Flight – 4:06 (Coverdale, Marsden)
10. Don't Mess with Me – 3:25 (Coverdale, Moody, Marsden, Neil Murray, Jon Lord, Dave Dowle)

Tracce bonus nella ristampa del 2006
1. Come On – 3:32 (Coverdale, Marsden)
2. Bloody Mary – 3:21 (Coverdale)
3. Steal Away – 4:19 (Coverdale, Moody, Marsden, Murray, Pete Solley, Dowle)
4. Ain't No Love in the Heart of the City – 5:06 (Michael Price, Dan Walsh)

## Formazione
- David Coverdale – voce
- Micky Moody – chitarre, cori
- Bernie Marsden – chitarre, voce nella traccia 9
- Neil Murray – basso
- Jon Lord – tastiere
- Dave Dowle – batteria